# John Guttag

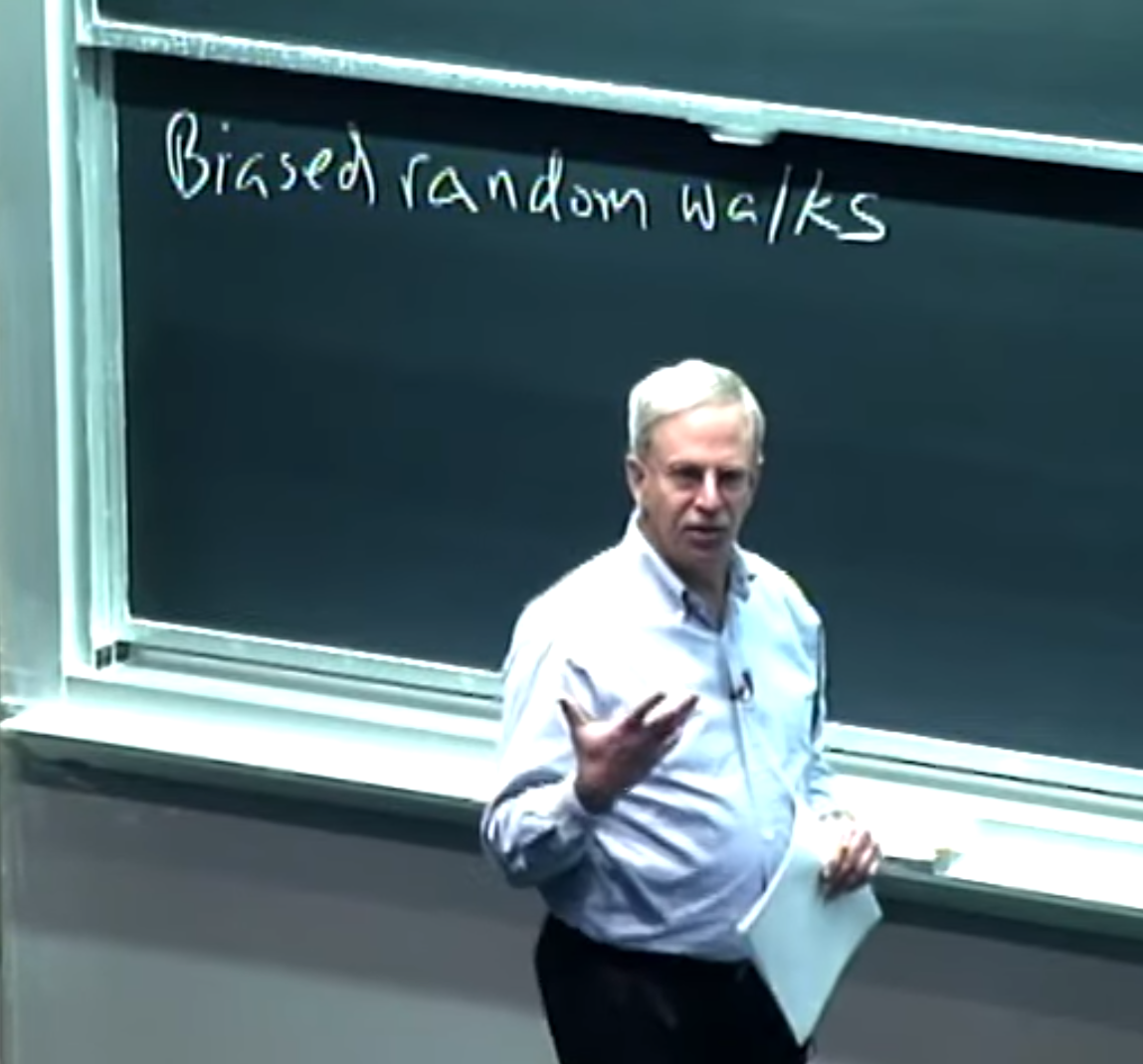
John Guttag

John Vogel Guttag (* 1949) ist ein US-amerikanischer Informatiker. Er ist Professor am Massachusetts Institute of Technology (MIT).

## Biografien
Guttag studierte an der Brown University mit einem Bachelor-Abschluss in Englisch 1971 und einem Master-Abschluss in Angewandter Mathematik 1972 und wurde 1975 bei Jim Horning (James J. Horning) an der University of Toronto in Informatik promoviert (The specification and application to programming of abstract data types). Später war er Professor am MIT, wo er 1993 bis 1998 stellvertretender Fakultätsleiter Informatik war und 1999 bis 2004 Direktor der Fakultät für Elektrotechnik und Informatik (EECS) am MIT. Er leitet die Gruppe für Netzwerke und Mobile Systeme in CSAIL.
Er befasste sich unter anderem mit Softwaretechnik, automatischen Beweissystemen, Hardware-Verifizierung, Software Defined Radio und Software-Anwendungen in der Medizin. 1975 entwickelte er in seiner Dissertation das Konzept Abstrakter Datentypen (ADT) aufbauend auf Arbeiten von Vorgängern. Ein wesentlicher Teil des Konzepts ist Information Hiding. Während das Konzept ADT bei seiner Einführung überwiegend auf Ablehnung stieß, setzte es sich später durch und wurde in vielen Programmiersprachen implementiert.
Er ist Fellow der American Academy of Arts and Sciences (2005) und der Association for Computing Machinery (ACM, 2006).

## Schriften
- Abstract Data Types and the Development of Data Structures, Communications of the ACM, Band 20, 1977, Heft 6
- mit Barbara Liskov: Program Development in Java; Abstraction, Specification, and Object-oriented Design, Addison-Wesley 2000
- mit James J. Horning Larch: Languages and Tools for Formal Specification, Springer Verlag 1993